# Brooke Valentine
Brooke Valentine (Houston, Texas, 5 de octubre de 1984) es una cantante y compositora estadounidense. Comenzó su carrera musical formando parte del grupo femenino Best Kept Secret.

## Álbumes
- 2005: Chain Letter
- 2007: Physical Education

## Singles
- 2005: "Girlfight" (feat. Lil Jon & Big Boi)
- 2005: "Long As You Come Home"
- 2005: "Boogie Oogie Oogie" (feat. Fabolous & Yo Yo)
- 2006: "Dope Girl" (feat. Pimp C)
- 2006: "Pimped Out" (feat. Dem Franchize Boyz)